# Almàssera
Almàssera (em valenciano e oficialmente) ou Almácera (em castelhano) é um município da Espanha na província de Valência, Comunidade Valenciana. Tem 2,7 km² de área e em 2021 tinha 7 433 habitantes (densidade: 2 753 hab./km²).

## Demografia
| Variação demográfica do município entre 1991 e 2004 | Variação demográfica do município entre 1991 e 2004 | Variação demográfica do município entre 1991 e 2004 | Variação demográfica do município entre 1991 e 2004 |
| --------------------------------------------------- | --------------------------------------------------- | --------------------------------------------------- | --------------------------------------------------- |
| 1991                                                | 1996                                                | 2001                                                | 2004                                                |
| 5434                                                | 5545                                                | 5931                                                | 6556                                                |